# Кернінг

Приклади тексту: без кернінгу (зверху), з кернінгом (знизу)

Кернінг — це розмір пробілу між парою символів.
Кернінг — процес зміни розмірів міжбуквених пропусків (інтервалів) між сусідніми буквами для поліпшення зовнішнього вигляду і легкості читання тексту. Цей параметр відповідає за індивідуальну роботу з кожною буквою і підбір її місцеположення залежно від вибраного шрифту, малюнка самої букви та її сусідніх букв, смислового навантаження слова і т. д. Значення кернінгу встановлюється у відсотках ширини пробілу. Більшість шрифтів мають регламентовані міжлітерні інтервали, так звані апроші. Але тим не менше, цей параметр потребує редагування. Зазвичай використовуються таблиці кернінгу, які є утилітами програм верстки.
Розрізняють також кернінг:
- ручний
- автоматичний
- замовний